# الرائحة الحلوة للنجاح
الرائحة الحلوة للنجاح (Sweet Smell of Success) فيلم نوار أمريكي صدر عام 1957 من إخراج ألكسندر ماكندريك وبطولة توني كرتيس وبرت لانكستر، الفيلم يحكي قصة كاتب عامود في صحيفة يمتاز بقوة النفوذ يستخدم علاقاته ليدمر علاقة أخته برجل يراه غير مناسب لها، في عام 1993 اختير الفيلم للحفظ في سجل الفيلم الوطني بواسطة مكتبة الكونغرس على اعتبار إنه «مهم من الناحية الثقافية والتاريخية والجمالية», في عام 2003 اختار معهد الفيلم الأمريكي شخصية جي. جي. هانسكر التي أداها برت لانكستر في الفيلم لتكون في المرتبة 35 في قائمة أفضل 50 شرير بالأفلام على مر العصور.

## وصلات خارجية
- الرائحة الحلوة للنجاح على موقع IMDb (الإنجليزية)
- الرائحة الحلوة للنجاح على موقع ميتاكريتيك (الإنجليزية)
- الرائحة الحلوة للنجاح على موقع الموسوعة البريطانية (الإنجليزية)
- الرائحة الحلوة للنجاح على موقع روتن توميتوز (الإنجليزية)
- الرائحة الحلوة للنجاح على موقع نتفليكس (الإنجليزية)
- الرائحة الحلوة للنجاح على موقع ألو سيني (الفرنسية)
- الرائحة الحلوة للنجاح على موقع Turner Classic Movies (الإنجليزية)
- الرائحة الحلوة للنجاح على موقع أول موفي (الإنجليزية)
- الرائحة الحلوة للنجاح على موقع بوكس أوفيس موجو (الإنجليزية)
- الرائحة الحلوة للنجاح على موقع فيلمافينيتي (الإسبانية)

1. ↑  وصلة مرجع: http://www.imdb.com/title/tt0051036/. الوصول: 16 أبريل 2016.
2. ↑  وصلة مرجع: http://www.metacritic.com/movie/sweet-smell-of-success-re-release. الوصول: 16 أبريل 2016.
3. ↑  وصلة مرجع: http://www.filmaffinity.com/en/film558452.html. الوصول: 16 أبريل 2016.